# Corey Johnson (cestista)
Corey Whidden Johnson (Ottawa, 19 aprile 1996) è un cestista canadese con cittadinanza britannica.